# Seznam poštovních známek Československa 1946
V roce 1946 vyšlo v Československu 14 poštovních známek.

## Seznam emisí a motivů
Legenda
- Číslo dle katalogu Pofis
- Datum od kdy byla známka v prodeji
- Název emise či série
- Obrázek: vyobrazení se správným poměrem stran, pouze přibližně v měřítku. Pokud není žádný obrázek a není poznámka volné, znamená to, že stále trvají autorská práva tvůrců.
- Barva v případě jednobarevné známky
- Grafika: autor grafické předlohy, fotografie či sochy
- Rytí: rytec známky
- Námět stručný popis, co je na známce vyobrazeno
- Nominální hodnota Frankovací hodnota jednotlivé známky. Znak „+“ znamená známku s příplatkem
- Náklad Uváděný počet vydaných známek
- Poznámka Odkaz na katalog Filaso

### Výplatní známky
| číslo | datum   | název                               | barva                | grafika        | rytí       | námět                         | nominální hodnota | platnost do  | náklad    | poznámka                               |
| ----- | ------- | ----------------------------------- | -------------------- | -------------- | ---------- | ----------------------------- | ----------------- | ------------ | --------- | -------------------------------------- |
| 433   | 5. 5.   | 1. výročí květnového povstání       | karmínová            | J. Schmidt     | J. Schmidt | Svatý Jiří s drakem           | 2,40+2,40 Kčs     | 29.2.1948    | 2,25 mil. | Filaso                                 |
| 434   | 5. 5.   | 1. výročí květnového povstání       | šedomodrá            | J. Schmidt     | J. Schmidt | Svatý Jiří s drakem           | 4+6 Kčs           | 29.2.1948    | 2,25 mil. | Filaso                                 |
| 435   | 5. 5.   | 1. výročí květnového povstání       | šedomodrá            | J. Schmidt     | J. Schmidt | Svatý Jiří s drakem           | aršík 4+6 Kčs     | 29.2.1948    | 2,25 mil. | aršík, známka 434, nápis Pravda vítězí |
| 436   | 5. 7.   | Karel Havlíček Borovský             | černozelená          | J. Schmidt     | J. Schmidt | Karel Havlíček Borovský       | 1,20 Kč           | 29. 2. 1948  | 3 mil.    | Filaso                                 |
| 437   | 3. 8.   | Výstava poštovních známek Brno 1946 | karmínová            | J. C. Vondrouš | J. Schmidt | vyobrazení Brna ze známky 438 | 2,40 Kčs          | 29. 2. 1948  | 700 tisíc | Aršík, známka 438                      |
| 438   | 3. 8    | Města                               | karmínová            | J. C. Vondrouš | J. Schmidt | Věž Brněnské radnice          | 2,40 Kčs          | 29. 2. 1948  | 3 mil.    | Filaso                                 |
| 439   | 3. 8    | Města                               | fialová              | J. C. Vondrouš | J. Schmidt | kostel v Hodoníně             | 7,40 Kčs          | 29. 2. 1948  | 15 mil.   | Filaso                                 |
| 440   | 15.10.  | Návrat Čechů a Slováků do vlasti    | hnědá                | A. Kajlich     | -          | vystěhovalci                  | 1,60+1,40 Kčs     | 29. 2. 1948  | 800 tisíc | Filaso                                 |
| 441   | 15.10.  | Návrat Čechů a Slováků do vlasti    | červená              | A. Kajlich     | -          | vystěhovalci                  | 2,40+2,60 Kčs     | 29. 2. 1948  | 800 tisíc | Filaso                                 |
| 442   | 15.10.  | Návrat Čechů a Slováků do vlasti    | modrá                | A. Kajlich     | -          | vystěhovalci                  | 4+4 Kčs           | 29. 2. 1948  | 800 tisíc | Filaso                                 |
| 443   | 28. 10. | E. Beneš                            | tmavomodrá           | M. Švabinský   | J. Schmidt | Edvard Beneš                  | 60h               | 31. 10. 1949 | 82 mil.   | Filaso                                 |
| 444   | 28. 10. | E. Beneš                            | tmavomodrozelená     | M. Švabinský   | J. Schmidt | Edvard Beneš                  | 1,60 Kčs          | 31. 10. 1949 | 19 mil.   | Filaso                                 |
| 445   | 28. 10. | E. Beneš                            | tmavě červenofialová | M. Švabinský   | J. Schmidt | Edvard Beneš                  | 3 Kčs             | 31. 10. 1949 | 21,5 mil. | Filaso                                 |
| 446   | 28. 10. | E. Beneš                            | tmavohnědá           | M. Švabinský   | J. Schmidt | Edvard Beneš                  | 8 Kčs             | 31. 10. 1949 | 19,2 mil. | Filaso                                 |

### Letecká pošta
Vyšlo 8 leteckých známek, dodatečně v roce 1947 ještě jedna do série v hodnotě 9 Kčs  .
| číslo | datum  | název                | barva          | grafika   | rytí           | námět                     | nominální hodnota | platnost do | náklad    | poznámka |
| ----- | ------ | -------------------- | -------------- | --------- | -------------- | ------------------------- | ----------------- | ----------- | --------- | -------- |
| L16   | 13. 6  | Let Praha - New York | modrošedá      | A. Erhard | J. Goldschmied | Douglas DC-4, Karlův most | 24 Kčs            | 18. 6. 1953 | 620 tisíc |          |
| L17   | 4. 7.  | Letecké motivy       | červená        | A. Erhard | J. Schmidt     | major F. Novák            | 1,50 Kčs          | 18. 6. 1953 | 4 mil.    |          |
| L18   | 4. 7.  |                      | šedomodrá      | A. Erhard | J. Schmidt     | major F. Novák            | 5,50 Kčs          | 18. 6. 1953 | 5,5 mil.  |          |
| L20   | 4. 7.  |                      | zelená         | A. Erhard | J. Goldschmied | letadlo nad Bratislavou   | 10 Kčs            | 18. 6. 1953 | 4 mil.    |          |
| L21   | 13. 6. |                      | modrofialová   | A. Erhard | J. Schmidt     | major F. Novák            | 16 Kčs            | 18. 6. 1953 | 3,5 mil.  |          |
| L22   | 4. 7.  |                      | modrá          | A. Erhard | J. Goldschmied | letadlo nad Bratislavou   | 20 Kčs            | 18. 6. 1953 | 2,5 mil.  |          |
| L23   | 4. 7.  |                      | fialovočervená | A. Erhard | J. Goldschmied | letadlo nad Prahou        | 24 Kčs            | 18. 6. 1953 | 2,5 mil.  |          |
| L24   | 4. 7.  |                      | šedomodrá      | A. Erhard | J. Goldschmied | letadlo nad Prahou        | 50 Kčs            | 18. 6. 1953 | 2,5 mil.  |          |

### Doruční známky
Vyšla jediná poválečná a poslední doruční známka vůbec v historii československé pošty.
| číslo | datum       | grafika  | námět                  | nominální hodnota | platnost do | náklad |
| ----- | ----------- | -------- | ---------------------- | ----------------- | ----------- | ------ |
| DR3   | 1. červenec | V. Čuban | tmavomodrý trojúhelník | 2 Kčs             | 18. 6. 1953 | 2 mil. |